# ليلى دجانسي
ليلى أفوا دجانسي (بالإنجليزية: Leila Afua Djansi)‏ (من مواليد 7 يوليو 1981). هي منتجة أفلام مخرجة غانية أمريكية. أسست شركة إنتاج في الولايات المتحدة مع شركة تابعة لها في غانا حيث بدأت حياتها المهنية في مجال الافلام.

## عن حياتها
كان والد دجانسي طياراً وكانت والدتها مسؤولة في قسم التمريض، لقد نشأت في الهند وغانا على الرغم من أن التمثيل والكتابة كانت هوايتها، إلا انها كانت مسيرتها المهنية ايضاً. بالرغم من أن طموحها كان أن تصبح طبيبة نسائية وهي خطة تغيرت لاحقاً عندما طورت اهتمامتها بالطب الشرعي ولكن حدث تغيير عندما التقت بالممثل سام أودواي فأقنعها بكتابة سيناريو له. كانت دجانسي في التاسعة عشرة من عمرها عندما تم إنتاج أول سيناريو لها لفيلم «بابينا» سنة 2000 بشراكة مع المنتج أكواتي كاني.

## تعليمها
أتمت دراستها حتى الثانوية في هو، في منطقة فولتا في غانا.
بدأت تعليمها السينمائي في المدرسة الوطنية للسينما والتلفزيون في غانا، لكنها سرعان ما ذهبت إلى الولايات المتحدة بمنحة واستمرت في دراستها في كلية سافانا للفنون والتصميم.

## مسيرتها
رئيسة نادي القراء بمكتبة غانا لمدة ثلاث سنوات، بدأت فترة إقامتها في هذه الصناعة عندما كانت في المركز الثاني في مسابقة ملكة جمال إقليمية في عام 1998.
وقد عملت في شركة إنتاج أفريقيا سقراط سافو حيث عملت كاتبة أو منتجة للخط. أثناء عملها مع الشركة، كتبت أول سيناريو في غانا عن حقوق المثليين جنسياً The Sisterhood، وهو الفيلم الذي شمل الممثلة السينمائية الغانية سوزي ويليامز. عملت دجانسي مع «شركة غاما فيلم» المملوكة للدولة، حيث كتبت وأنتجت Legacy of Love.
في الولايات المتحدة، أسست Turning Point Pictures، وهي شركة إنتاج مستقلة موجهة نحو أفلام القضايا الاجتماعية.

## الجوائز[3]
فاز الفيلم القصير الأول Grass Between My Lips بجائزة WorldFest Platinum لعام 2009. الفيلم عبارة عن قصة عن ختان الإناث والزواج المبكر، ويتم عرضه في قرية في شمال غانا، وفي عام 2010، تم ترشيح أول فيلم روائي لها، I Sing of a Well ، لجوائز أكاديمية السينما الإفريقية الحادية عشرة. فاز الفيلم بثلاث جوائز: أفضل صوت، وأفضل زي، وجائزة لجنة التحكيم الخاصة لأفضل فيلم بشكل عام. في عام 2011، فازت أيضًا بجائزة APTA.
فاز فيلم «ديكسي ساندس» القادم، «سينك ساندز»، في عام 2011، بعشرة ترشيحات لجائزة الأوسكار الأفريقية، حيث فازت الممثلة آما كونادو أبيبريسي بجائزة أفضل ممثلة عن دورها في الفيلم، وفازت دجانسي بجائزة أفضل سيناريو أصلي. في أول جوائز السينما في غانا، في عام 2011، فاز فيلم دجانسي بجوائز الإخراج الفني، والأزياء، وأفضل فيلم غربي أفريقي. تم ترشيح الفيلم في 14 فئة.
الفيلم الثالث من إخراج دجانسي هو فيلم Ties That Bind الذي تم ترشيحه لجائزة Black Reel Awards في عام 2012. حصل الفيلم أيضًا على جائزة أفضل فيلم للمغتربين في مهرجان الفيلم الأسود في سان دييغو.
في عام 2016، أخرجت فيلمها "Like Cotton Twines"، الذي استكشف ممارسة نظام التروكوسي في غانا. وفقًا لهذه العادة، فإن العبيد الآخرين، وخاصة الفتيات الصغيرات، مستعبدون للاستعباد الجنسي، كدفع للدين أو لتبرير الظلم الشخصي أو الديني. تم ترشيح الفيلم لأفضل فيلم روائي في مهرجان لوس أنجلوس السينمائي.
تم الاعتراف بمساهمة عمل دجانسي في صناعة المسرح الغاني من قبل UNiFEM الغاني والمؤسسة الإفريقية لتنمية المرأة ورابطة الموسيقيين في غانا والمجتمعات الأخرى التي تعمل من أجل التغيير الاجتماعي.

## روابط خارجية
- ليلى دجانسي على موقع IMDb (الإنجليزية)
- ليلى دجانسي على موقع ألو سيني (الفرنسية)
- ليلى دجانسي على موقع أول موفي (الإنجليزية)
- ليلى دجانسي على موقع قاعدة بيانات الفيلم (الإنجليزية)
- ليلى دجانسي على موقع كينوبويسك (الروسية)